# Hellboy

Logo der Hellboy-Comicserie

Hellboy ist eine Comic-Figur, geschaffen von Mike Mignola. Erstmals erschienen 1993 in dem Comic-Heft San Diego Comic Con Comics #2, veröffentlicht zur gleichnamigen US-Comic-Messe.

## Beschreibung
Hellboy ist kein klassischer Superheld im engeren Sinne, wie zum Beispiel Superman, da seine Geschichten mehr dem Fantasy-Horror-Genre zugeordnet werden.
Eigentlich ist er ein rothäutiger Teufel, vom russischen Mystiker Rasputin im Auftrag der Nazis beschworen, jedoch wurde er auf der Erde von seinem Ziehvater Professor Trevor Bruttenholm großgezogen und bekämpft nunmehr das Böse. Den Namen Hellboy gaben ihm die amerikanischen Soldaten, die ihn fanden. In den Filmen wird er allerdings oftmals nur Red (engl. Rot) gerufen, eine Anspielung auf seine Hautfarbe. Sein eigentlicher Name lautet Anung Un Rama, was übersetzt bedeuten soll: Das Tier der Apokalypse. Damit wird angedeutet, dass Hellboy als der in der Bibel prophezeite Antichrist in die Welt gesandt wurde. Er lehnt diese Rolle aber ab. Mit seinen übermenschlichen Fähigkeiten, zu denen vor allem übermenschliche Körperkraft, Ausdauer, Regeneration und körperliche Resistenz gehören, bekämpft er stattdessen andere Dämonen und okkulte Kreaturen. In den Filmen ist er zudem, anders als im Comic, feuerfest.
In etlichen Kurzgeschichten aber auch Mini-Serien erzählte Mignola die Erlebnisse von Hellboy. Der Zeichner bezeichnet die Figur als „Klempner unter den Superhelden“. Er sieht ihn nicht als klassischen Helden, sondern als jemanden, der einfach seine Arbeit macht. Nur dass diese eben aus dem Bekämpfen von Monstern, Vampiren und Nazis besteht. 2012 ließ Mignola Hellboy in dem Band The Storm and the Fury (dt.: Hellboy: Der Sturm) im Kampf gegen einen apokalyptischen Drachen sterben.

### Entwicklung

Logo des B.P.R.D. – Bureau for Paranormal Research and Defense

Im Laufe der Zeit schuf Mignola ein immer komplexeres Universum an weiteren Figuren. So war Hellboy lange Zeit Mitglied in der Behörde zur Untersuchung und Abwehr paranormaler Erscheinungen, kurz B.U.A.P. (im Original B.P.R.D. – Bureau for Paranormal Research and Defense). Weitere Mitglieder sind Liz Sherman und Abe Sapien.
Auch wiederkehrende Gegenspieler wie sein Beschwörer Rasputin und dessen Mutter Baba Jaga erweiterten den Kosmos. Im Band The Wild Hunt (2010, deutsch: Die wilde Jagd) erfährt Hellboy, dass er mütterlicherseits der letzte lebende Nachfahre König Artus’ ist und damit rechtmäßig Anspruch auf den Thron Englands erheben kann, was er aber verweigert. Im Band The Storm and the Fury (2011, deutsch: Der Sturm) stoppt er den Weltuntergang, indem er einen Drachen tötet, in den sich Nimue verwandelt hat, die „Dame vom See“ aus der Artussage. Dabei verliert er selbst aber auch sein Leben. Im Band Hellboy in Hell 1: The Descent (2014, deutsch: Abstieg zur Hölle) setzt er seine Abenteuer in der Hölle fort. Dort löst seine Ankunft eine Panik in der Hauptstadt Pandämonium aus, die dazu führt, dass alle Höllenfürsten von ihren teuflischen Sklaven ermordet werden. Hellboy tötet den Satan, woraufhin das Höllenfeuer erlischt. Mit seinem Rückzug in ein ruhiges Haus am Rande der Hölle endet die Serie.
2004 wurden die Comics mit Ron Perlman in der Rolle des Hellboy von Guillermo del Toro verfilmt. Der Film basiert größtenteils auf der ersten Miniserie Seed of Destruction.
Wie in der US-amerikanischen Comicszene üblich, hatte Hellboy Crossover mit anderen bekannten Figuren, wie Batman, Starman, Painkiller Jane und Ghost, Savage Dragon und Madman.
Am 24. Juni 2008 erschien auf dem nordamerikanischen Markt das Actionspiel Hellboy: The Science of Evil für die Xbox 360, die PlayStation 3 und PlayStation Portable. Es wurde von den Krome Studios entwickelt und wird von Konami Digital Entertainment, Inc. vertrieben.

### Comicographie (Auszug)
(wenn nicht anders angegeben Text und Zeichnungen von Mike Mignola)
- 1993 San Diego Comic Con Comics # 2 (Text von John Byrne)
- 1994 Hellboy: Seed of Destruction (Text von John Byrne, deutsch: Saat der Zerstörung)
- 1995 Hellboy: The Chained Coffin (deutsch: Sarg in Ketten)
- 1996 Hellboy: Wake the Devil (deutsch: Der Teufel erwacht)
- 2001 Hellboy: Conqueror Worm  (deutsch: Sieger Wurm)
- 2001 BPRD: Hollow Earth Teaser (Text von Mignola, Christopher Golden und Tom Sniegoski; Zeichnungen von Ryan Snook und Curtis Arnold)
- 2006 Hellboy: Strange Places (deutsch: Seltsame Orte)
- 2008 Hellboy: Darkness Calls (Zeichnungen von Duncan Fegredo, deutsch: Ruf der Finsternis)
- 2010 Hellboy: The Wild Hunt (Zeichnungen von Duncan Fegredo, deutsch: Die wilde Jagd)
- 2010 Hellboy: The Crooked Man and Others (Zeichnungen von Richard Corben und Duncan Fegredo, deutsch: Der Krumme)
- 2011 Hellboy: The Storm and the Fury (Zeichnungen von Duncan Fegredo, deutsch: Der Sturm)
- 2011 Hellboy in Hell: The Descent (deutsch: Abstieg zur Hölle)
- 2016: Hellboy in Hell: The Death Card (deutsch: Die Todeskarte)

## Veröffentlichung in Deutschland

### Comic
Den ersten Versuch einer deutschsprachigen Veröffentlichung startete der Carlsen Verlag, später Dirk Felsenheimers Verlag Extrem Erfolgreich Enterprises. Beiden Ausgaben war jedoch nur ein geringer Erfolg beschieden.
Mitte 2002 startete der Kleinverlag Cross Cult einen neuen Anlauf, diesmal eine schwarzweiße Ausgabe im Hardcover. Durch die Verfilmung verkaufte sich die Edition relativ gut, die Bände mussten z. T. mehrfach nachgedruckt werden. Zusätzlich veröffentlichte der Verlag ein großformatiges Magazin zum Film, das jedoch keine Comics enthielt, sondern ausschließlich Filmbilder und begleitende Texte. Bis heute sind bei Cross Cult 13 Hellboy-Comicbände, dazu 10 Bände der verwandten Serie B.U.A.P. (im englischen Original B.P.R.D.) und mehrere um die 600 Seiten starke Bände mit dem Titel „Geschichten aus dem Hellboy-Universum“ erschienen.
Der Kleinverlag JNK veröffentlichte zudem 2004 aus Anlass der Verfilmung ein umfangreiches Sonderheft (Hit Comics Spezial), in dem das Crossover Savage Dragon/Hellboy veröffentlicht wurde, sowie eine Reihe von Kurzgeschichten u. a. von Mike Mignola.

### Hörspiel
Von Oktober 2008 bis Mai 2010 erschienen beim Hamburger Label LAUSCH insgesamt acht Hörspiele zu den Comics von Mike Mignola. Für die Hauptrolle verpflichtete Lausch Tilo Schmitz, den deutschen Synchronsprecher des Hellboy-Filmdarstellers Ron Perlman. 2011 gab der Verlag die Entwicklung eigener Hörspielproduktionen auf, die Serie wurde nicht fortgesetzt.
| Folgenindex | |
| - Saat der Zerstörung 1 (Veröffentlichung am 10. Oktober 2008) - Saat der Zerstörung 2 (10. Oktober 2008) - Der Teufel erwacht 1 (10. Oktober 2008) - Der Teufel erwacht 2 (10. Oktober 2008) | - Fast ein Gigant (30. April 2009) - Ghost (30. April 2009) - König Vold / Weihnachten in der Unterwelt (28. Mai 2010) - Baba Jaga, Köpfe, Sarg in Ketten (28. Mai 2010) |

### Texte
- Christopher Golden (Hg.): Hellboy–Leckerbissen. Übers. Verena Hacker, Aimée de Bruyn. Golkonda, München 2019

## Filme

### Realfilme
- 2004 Hellboy (Regisseur: Guillermo del Toro; Ron Perlman als Hellboy, Kinostart Deutschland: 16. September 2004)
- 2008 Hellboy – Die goldene Armee (Regisseur: Guillermo del Toro; Ron Perlman als Hellboy, Kinostart Deutschland: 16. Oktober 2008)
- 2019 Hellboy – Call of Darkness (Regisseur: Neil Marshall; David Harbour als Hellboy, Kinostart USA und Deutschland: 11. April 2019)
- 2024 Hellboy: The Crooked Man (Regisseur: Brian Taylor; Jack Kesy als Hellboy, Direct-to-VoD in den USA: 8. Oktober 2024)

### Zeichentrickfilme
- 2006 Hellboy – Schwert der Stürme
- 2007 Hellboy – Blut und Eisen